# Kalmar Control System
KCS (Kalmar Control System) är ett elektroniskt styr- och kontrollsystem, utvecklat och ägt av Kalmar industrier. KCS används i truckar för att övervaka och hantera vissa maskinsystem, exempelvis motorer, transmission, hydrauliska system, samt givare/sensorer.